# Kristian Donaldson
Kristian Donaldson é um ilustrador natural dos Estados Unidos da América, responsável pela arte da minissérie em quatro edições Supermarket, lançada em 2006 pela IDW Publishing e escrita por Brian Wood. Por seu trabalho na série, Donaldson seria indicado ao Eisner Award de "Melhor Colorista" e posteriormente, voltaria a trabalhar com Wood na série DMZ.